# Orthocladius minutus
Orthocladius minutus är en tvåvingeart som först beskrevs av Maurice Emile Marie Goetghebuer 1934.  Orthocladius minutus ingår i släktet Orthocladius och familjen fjädermyggor.
Artens utbredningsområde är Tyskland. Inga underarter finns listade i Catalogue of Life.